# Кулматов Кенеш Нурматович
Кенеш Нурматович Кулма́тов (25 травня 1934, село Ак-Бешим, тепер Чуйського району Чуйської області, Киргизстан) — киргизький радянський діяч, секретар ЦК КП Киргизії, 1-й секретар ЦК ЛКСМ Киргизії, дипломат. Депутат Верховної Рада Киргизької РСР 6—10-го скликань. Депутат Верховної Ради СРСР 6-го скликання. Доктор історичних наук, професор, почесний професор Дипломатичної академії МЗС Киргизстану.

## Біографія
Народився в селянській родині.
У 1955 році закінчив філологічний факультет Киргизького державного університету, здобув спеціальність вчитель киргизької мови та літератури.
У 1956—1957 роках — інструктор, заступник завідувача відділу шкіл та учнівської молоді ЦК ЛКСМ Киргизії.
У 1957—1959 роках — 1-й секретар Чуйського районного комітету ЛКСМ Киргизії; завідувач відділу пропаганди та агітації ЦК ЛКСМ Киргизії; секретар ЦК ЛКСМ Киргизії.
Член КПРС з 1958 року.
У 1959 — квітні 1960 року — 1-й секретар Ошського обласного комітету ЛКСМ Киргизії.
У квітні 1960 — лютому 1965 року — 1-й секретар ЦК ЛКСМ Киргизії.
У 1965—1970 роках — 1-й секретар Свердловського районного комітету КП Киргизії міста Фрунзе.
У 1968 році у Ташкентському державному університеті імені Леніна захистив дисертацію на здобуття наукового ступеня кандидата історичних наук на тему «Комсомол Киргизії — активний помічник партії у боротьбі за розвиток громадського тваринництва (1961—1965 рр.)» (спеціальність 570 — історія КПРС).
У 1970 році — 2-й секретар Фрунзенського міського комітету КП Киргизії.
У вересні 1970 — травні 1973 року — 1-й секретар Фрунзенського міського комітету КП Киргизії.
14 травня 1973 — 10 вересня 1983 року — секретар ЦК КП Киргизії.
У 1984 році захистив дисертацію на здобуття наукового ступеня доктора історичних наук на тему «Діяльність Компартії Киргизії з удосконалення ідеологічної роботи на етапі розвиненого соціалізму» (спеціальність 07.00.01 — історія КПРС).
У 1985 році закінчив Дипломатичну академію Міністерства закордонних справ (МЗС) СРСР.
19 листопада 1985 — 21 липня 1988 року — надзвичайний і повноважний посол СРСР у Шрі-Ланці.
9 січня 1986 — 16 серпня 1988 року — надзвичайний і повноважний посол СРСР в Мальдівській Республіці (за сумісництвом).
22 червня 1988 — 14 вересня 1990 року — надзвичайний і повноважний посол СРСР у Королівстві Непал.
У 1991 році закінчив факультет підвищення кваліфікації при Дипломатичній академії МЗС СРСР.
У 1991—1992 роках — посол з особливих доручень МЗС СРСР.
2 листопада 1992 — 14 березня 1997 року — надзвичайний і повноважний посол Російської Федерації в Об'єднаній Республіці Танзанія.
З 1997 року — заступник проректора з наукової роботи — заступник директора Інституту актуальних міжнародних проблем Дипломатичної академії Міністерства закордонних справ Російської Федерації та професор Дипломатичної академії МЗС Російської Федерації в Москві.
Автор трьох монографій, зокрема монографії «Актуальні проблеми російської зовнішньої політики» (1999).

## Нагороди
- два ордени Трудового Червоного Прапора
- орден Дружби народів (14.11.1980)
- орден «Знак Пошани»
- орден «Манас» III ступеня (Киргизстан) (2002)
- орден «Данк» (Киргизстан) (2024)
- медалі